# 富士施樂大廈
富士施樂大廈（Fuji Xerox Towers，原稱：IBM Towers）是新加坡中心區的一座38層摩天大樓，高達165（541英尺）。
原先因為IBM在2004年前一直是其關鍵承租人而被稱為IBM Towers，2004年8月中旬，富士施樂租下了93,000平方英尺（8,600平方），轉而成為新的關鍵承租人，因而也獲得了大廈的命名權。IBM後來搬到了樟宜商业园。